# Rogil
Rogil é uma povoação portuguesa sede da Freguesia de Rogil do Município de Aljezur, freguesia com 34,96 km² de área e 1165 habitantes (censo de 2021), tendo, por isso, uma densidade populacional de 33,3 hab./km², o que lhe permite ser classificada como uma Área de Baixa Densidade (portaria 1467-A/2001)..
A freguesia foi criada pela Lei nº 51-D/93, de 9 de julho , com lugares desanexados da Freguesia de Aljezur.

## Praias
Rogil tem duas praias:
- Praia de Vale dos Homens
- Praia da Carreagem

O litoral da freguesia faz parte do Parque Natural do Sudoeste Alentejano e Costa Vicentina.

## Património
- Polo Museológico do Moinho da Arregata

## Demografia
A população registada nos censos foi:
| Distribuição da População por Grupos Etários | Distribuição da População por Grupos Etários | Distribuição da População por Grupos Etários | Distribuição da População por Grupos Etários | Distribuição da População por Grupos Etários |
| -------------------------------------------- | -------------------------------------------- | -------------------------------------------- | -------------------------------------------- | -------------------------------------------- |
| Ano                                          | 0-14 Anos                                    | 15-24 Anos                                   | 25-64 Anos                                   | > 65 Anos                                    |
| 2001                                         | 111                                          | 103                                          | 587                                          | 381                                          |
| 2011                                         | 101                                          | 90                                           | 561                                          | 374                                          |
| 2021                                         | 158                                          | 84                                           | 576                                          | 347                                          |